# Zmiana boisk

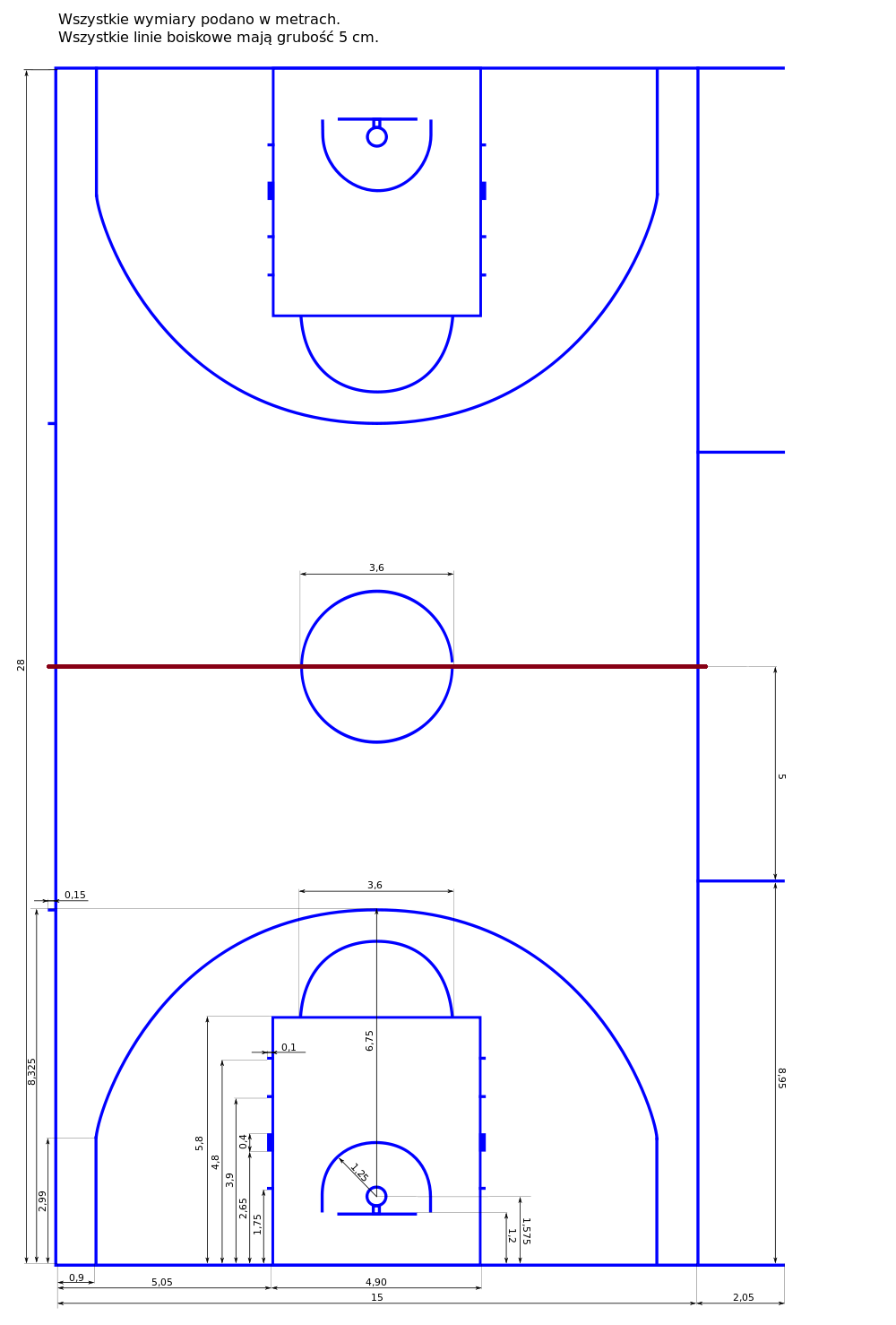
Linia połowy boiska dzieląca boisko na dwie połowy

Zmiana boisk – pojęcie w koszykówce oznaczające zamianę roli poszczególnych połów boiska, następującą między 2. a 3. kwartą meczu. Kosz, którego do tej pory broniła drużyna staje się koszem, który atakują. Ponieważ "zmiana boisk" powoduje zmianę koszy na które się rzuca, gracze mają możliwość przed rozpoczęciem 3. kwarty wykonywanie rzutów próbnych na nowy kosz. 
W związku ze "zmianą boisk", natychmiast po zakończeniu 2. kwarty, sekretarz ma obowiązek natychmiastowego obrócenia strzałki naprzemiennego posiadania piłki w przeciwnym kierunku.
Mimo "zmiany boisk" sposób przedstawiania punktacji na tablicy wyników pozostaje taki sam jak w pierwszej połowie. 